# Calendarul Bahá'í
Calendarul Bahá'í sau calendarul Badí‘ (badí‘ are sensul de minunat sau unic), utilizat de către religia monoteistă Bahá'í), este un calendar solar cu ani regulați de 365 de zile și anii bisecți de 366 zile. Anii sunt compuși din 19 luni a câte 19 zile fiecare, (361 de zile), plus o perioadă suplimentară de Zile intercalare (4 zile în mod regulat și 5 în anii bisecți). Anii în calendar încep cu echinocțiul de primăvară și sunt marcați la sfârșit cu BE (de la Bahá'í Era)(sau EB de la Era Bahá'í). 21 martie 1844 CE este prima zi a primului an. Perioada 21 martie 2021 - 20 martie 2022 este anul 178 EB. În prezent, calendarul Bahá'í este sincronizat cu calendarul gregorian, ceea ce înseamnă că ziua suplimentară a anului bisect apare simultan în ambele calendare.
| Luna | Nume arab  | Scriere arabă | Traducere     | Data gregoriană                     |
| ---- | ---------- | ------------- | ------------- | ----------------------------------- |
| 1    | Bahá       | بهاء          | Splendoare    | 21 martie – 8 aprilie               |
| 2    | Jalál      | جلال          | Glorie        | 9 aprilie – 27 aprilie              |
| 3    | Jamál      | جمال          | Frumusețe     | 28 aprilie – 16 mai                 |
| 4    | ‘Aẓamat    | عظمة          | Grandoare     | 17 mai – 4 iunie                    |
| 5    | Núr        | نور           | Lumina        | 5 iunie – 23 iunie                  |
| 6    | Raḥmat     | رحمة          | Milă          | 24 iunie – 12 iulie                 |
| 7    | Kalimát    | كلمات         | Cuvinte       | 13 iulie – 31 iulie                 |
| 8    | Kamál      | كمال          | Perfecțiune   | 1 august – 19 august                |
| 9    | Asmá’      | اسماء         | Nume          | 20 august – 7 septembrie            |
| 10   | ‘Izzat     | عزة           | Luptător      | 8 septembrie – 26 septembrie        |
| 11   | Mashíyyat  | مشية          | Voință        | 27 septembrie – 15 octombrie        |
| 12   | ‘Ilm       | علم           | Cunoștințe    | 16 octombrie – 3 noiembrie          |
| 13   | Qudrat     | قدرة          | Putere        | 4 noiembrie – 22 noiembrie          |
| 14   | Qawl       | قول           | Vorbire       | 23 noiembrie – 11 decembrie         |
| 15   | Masá’il    | مسائل         | Întrebări     | 12 decembrie – 30 decembrie         |
| 16   | Sharaf     | شرف           | Onoare        | 31 decembrie – 18 ianuarie          |
| 17   | Sulṭán     | سلطان         | Suveranitate  | 19 ianuarie – 6 februarie           |
| 18   | Mulk       | ملك           | Stăpânire     | 7 februarie – 25 februarie          |
|      | Ayyám-i-Há | ايام الهاء    | Zilele lui Há | 26 februarie – 1 martie             |
| 19   | ‘Alá’      | علاء          | Noblețe       | 2 martie – 20 martie (Luna de post) |